# الفضل بن العباس
الفَضْلُ بن العَبَّاس بن عبد المطلب بن هاشم القرشي الهاشمي، صحابي، وابن عم رسول الله .

## نسبه
هو الفَضْلُ بن العبّاس ابن عبد المطّلب بن هاشم بن عبد مناف بن قُصيّ، وأمّه أمّ الفضل وهي لُبابة الكبرى بنت الحارث بن حَزْن الهلالية.

## حياته
كان الفَضْلُ أسنَّ ولد العباس، وكان أكبرَ إخوته أبناءِ العباس، وبه كان يُكنى أبوه العباس، وأمُّه كذلك، وكان يُكنى أبا العباس، وأبا عبد الله؛ ويقال: كنيته أبو محمد.
وجاء في صحيح مسلم أنَّ النبي  زوَّجَه وأمْهَر عنه، وسمَّى البغوي امرأته صفية بنت محميةَ بن جَزْء الزبيدي، وسمَّاها مصعب أم سلمة بنت محمية بن جزء الزبيدي.
شهد الفضل مع رسول الله  فتح مكَّة وحُنينًا، وثبت معه يومئذ، وشهد معه حَجَّة الوداع، وكانَ رديفه يومئذ، وشهد غسلَه ، وهو الذي كان يصب الماء على عليّ يومئذ، وقد أردفه رسول الله  وراءه، فيقال: رِدْف رسول الله .
وذكره السيّد عبد الحسين شرف الدين في الصحابة المنتجبين الممدوحين عند أهل البيت وشيعتهم. وقال محمد مهدي الخرسان: «أمّا عن إخوته -أي أخوة ابن عباس- فهم على تفاوت في الحال والتفاضل في الأعمال، فمنهم الفاضل في عمله وسلوكه كالفضل، وقثم، وكثير..».

## روايته للحديث
- روى عن: العباس بن عبد المطلب، وعبد الله بن العباس.[3][1]

- روى عنه: العباس بن عبد المطلب، وعبد الله بن العباس، وقثَم بن العباس؛[8] وربيعة بن الحارث بن عبد المطلب، وأبو العالية الرياحي، وسعيد بن جبير، وسليمان بن يسار، وشعبة بن دينار، وعامر بن واثلة، والعباس بن عبيد الله بن العباس، وأبو هريرة، وعبد الله بن الحارث بن نوفل، وعبد الله بن شداد، وعبد الله بن عمر، وعطاء بن أبي رباح، وعمر بن محمد بن الحنفية بن علي بن أبي طالب، وكريب بن أبي مسلم، ونافذ مولى ابن عباس، ويحيى بن عبيد، وعُمير مولى أم الفضل، والشعبي.[3][1]

## وفاته
واختلف في سنة وفاته؛ فقَالَ الْوَاقِدِيُّ: مات في طاعون عَموَاس، وتبعه الزبير، وابن أبي حاتم، وقال ابن السكن: قُتل يوم أجنادين في خلافة أبي بكر، وقيل: بل قُتِل يوم مَرْج الصّفَّر، وذلك أيضًا سنة ثلاث عشرة، إلا أنّ الأمير كان يوم مَرْج الصّفَّر خالد بن الوليد، وبأجنادين كانوا أربعة أمراء: عمرو بن العاص، وأبو عبيدة، ويزيد بن أبي سفيان، وشرحبيل بن حسنة، كلٌّ على جنده، وقد قيل: إن عمرو بن العاص كان عليهم جميعًا يومئذٍ، وقيل: قتل الفضل باليرموك.
وَذَكَرَ ابْنُ فَتْحُون أنه وقع في «الاستيعاب»: قُتِل الفَضْل يوم اليمامة سنة خمس عشرة، وتعقّبه بأن قال: لا خلاف بين اثنين أنّ اليمامة كانت أيام أبي بكر سنة إحدى أو اثنتي عشرة. وَقَالَ ابْنُ سَعْدٍ: مات بناحية الأرْدُن في خلافة عمر. وجزم البخاري بأنه مات في خلافة أبي بكر.